# سیارک ۹۲۳۸۹
سیارک ۹۲۳۸۹ (به انگلیسی: 92389 Gretskij، نامگذاری:2000JZ3) نود و دو هزار و سیصد و هشتاد و نهمین سیارک کشف شده‌است که در ۳ مه ۲۰۰۰ کشف شد.